# Misumena picta
Misumena picta là một loài nhện trong họ Thomisidae.
Loài này thuộc chi Misumena. Misumena picta được Pelegrin Franganillo-Balboa miêu tả năm 1926.